# Joachim Streich
Joachim Streich (født 13. april 1951, død 16. april 2022) var en østtysk fodboldspiller, og senere fodboldtræner, som spillede som angriber. Streich anses som en af de bedste fodboldspillere fra Østtyskland og blev givet kælenavnet 'Gerd Müller fra Øst'. Han er indehaver af rekorden for flest kampe og flest mål for DDR's landshold nogensinde.

## Klubkarriere

### Hansa Rostock
Efter at have spillet for lokalklubber i sin fødeby Wismar skiftede Streich i 1967 til Hansa Rostock. Efter at have imponeret på ungdomsholdene fik han sit gennembrud på førsteholdet i 1969-70-sæsonen. Han etablerede sig i løbet af de næste år som fast mand på holdet for Hansa.
Hans tid hos klubben fik en dramatisk afslutning, da han i den sidste kamp i 1974-75-sæsonen brændte et straffespark, som betød at Hansa rykkede ned fra DDR-Oberliga.

### 1. FC Magdeburg
Streichs intention var at skifte til FC Carl Zeiss Jena, men dette tillod de østtyske myndigheder ikke, og han måtte som resultat i stedet skifte til 1. FC Magdeburg. Streich var med det samme etableret i Magdeburg, og han blev her en af de bedste, hvis ikke den bedste, angriber i landet. Han blev i løbet af sin tid hos klubben ligatopscorer fire gange, og blev to gange kåret som årets fodboldspiller i DDR.
Han gik på pension efter 1984-85-sæsonen. Med 229 mål i DDR-Oberliga hos Rostock og Magdeburg er Streich indehaver af rekorden for flest mål i ligaen nogensinde.

## Landsholdskarriere

### Ungdomslandshold
Streich spillede en enkelt kamp på DDR's U/21-hold. På det tidspunkt havde han allerede fået debut på A-landsholdet, hvilket skete i 1969.
Streich deltog i OL 1972 i München. DDR blev ved legene nummer to i indledende runde og gik videre til semifinalerunden (to puljer à fire hold). I sin semifinalepulje blev holdet nummer to, hvilket gav kvalifikation til bronzekampen. Finalen kom til at stå mellem Polen og Ungarn, og her løb Polen med guldet efter sejr på 2-1, mens DDR mødte Sovjetunionen i kampen om bronze. I turneringen var reglerne, at hvis kampene i de to afgørende kampe endte uafgjort, ville begge holdene få bedste placering, og det blev aktuelt i bronzekampen, som endte 2-2 efter normal spilletid. Herefter var ingen af holdene interesseret i at risikere at tabe og dermed ikke få medalje, hvilket betød, at der reelt ikke blev spillet angrebsspil, og begge holdene fik dermed bronze – til publikums store mishag. Streich spillede alle holdets syv kampe i turneringen og scorede seks mål.
Han var også med i DDR's trup til VM 1974. Han opnåede 98 kampe og 53 mål for DDR's landshold (foruden kampe og mål fra OL), flere end nogen anden spiller.

## Trænerkarriere
Efter af have indstillet sin karriere som spiller blev Streich træner for Magdeburg, en post han havde i fem år. Efter genforeningen tog han i 1990 til Vesttyskland og var træner for Eintracht Braunschweig, men dette var ikke en succes, og han vendte tilbage til Magdeburg efter kun en sæson.
Efter en pause vendte han kortvarigt tilbage som træner for FSV Zwickau i 1996, inden han indstillede sin trænerkarriere i 1997.

## Privat
Streich døde den 16. april 2022 i en alder af 71. Han led af myelodysplastisk syndrom.

## Titler
1. FC Magdeburg
- FDGB-Pokal: 3 (1977-78, 1978-79, 1982-83)

DDR OL-hold
- Sommer-OL Bronzemedalje: 1 (1972)

Individuelle
- Årets fodboldspiller i DDR: 2 (1978/79, 1982-83)
- Topscorer i DDR-Oberliga: 4 (1976-77, 1978-79 ,1980-81, 1982-83)